# Juin 1836

## Événements
- 2 juin, France : arrestation des comploteurs républicains de la Société des Familles. Parmi eux, Barbès, Blanqui, Lisbonne.

- 15 juin - 21 juillet : en compagnie de Célestin Nanteuil, voyage de Victor Hugo avec Juliette Drouet : Chevreuse, Rambouillet, Maintenon, Chartres, La Loupe, Nogent-le-Rotrou, Alençon (le 19 juin, Nanteuil les quitte), Lassay, Mayenne, Jublains, Ernée, Fougères, Antrain, Pontorson, Dol, Saint-Malo, Châteauneuf, Dinan, le Mont-Saint-Michel, Avranches, Granville, Coutances, Saint-Lô, Saint-Jean-de-Daye, Carentan, Périers, La Haye-du-Puits, Portbail, Barneville, Cherbourg (le 3 juillet, Nanteuil les y rejoint ce jour-là), Barfleur, Valognes, Sainte-Mère-Église, Isigny, Bayeux, Courseulles-sur-Mer, Caen, Troarn, Pont-l'Evêque, Honfleur, Pont-Audemer, Yvetot, Saint-Valery-en-Caux, Barentin, Rouen, Gisors.

- 15 juin : l'Arkansas devient le vingt-cinquième État de l'Union américaine[1].

- 16 juin :
  - Création de la London Working Men’s Association, dans le but d’obtenir une réforme électorale du Parlement britannique (800 000 électeurs pour 6 millions de personnes en âge de voter), par les artisans londoniens Francis Place et William Lovett. Elle publie un manifeste dénonçant le « Parlement pourri ». Dès 1837, elle compte une centaine de groupes locaux.
  - France : Émile de Girardin fonde le journal « La Presse». Théophile Gautier édite son premier article dans la Presse, où il travaille jusqu’en 1855. La Vieille Fille d'Honoré de Balzac fait scandale lors de sa publication dans La Presse.

- 18 juin : la loi impose le système métrique pour les poids et les mesures en Belgique[2].

- 25 juin, France : attentat de Louis Alibaud contre Louis-Philippe Ier[3].
  - Charles de Rémusat (Mémoires T3, p 165) : « L'été ne se passa pas sans donner aussi quelques signes de la permanence des dangers que s'efforçait de méconnaître une partie du ministère. Le 25 juin, Alibaud tira sur le roi qui sortait des Tuileries en voiture. Jamais la mort ne passa plus près de sa tête. Cette tentative d'assassinat fut des plus sérieuses et troubla le public. Alibaud est de tous ceux qui ont voulu attenter à sa vie le seul à qui l'on ait prêté quelquesuns des sentiments de l'assassin sérieux. Du moins les écrivains démocratiques, y compris Mme Sand, essayèrent-ils de lui donner des traits de force et de détermination. Je crois qu'ils l'ont flatté. Il y a certainement des assassins célèbres dont l'attitude historique a une sorte de dignité: l'assassin du prince d'Orange, celui du duc de Buckingham, peut-être celui du duc de Berri. Les coupe-jarrets, ou plutôt les gamins dépravés, qui ont menacé les jours du roi Louis-Philippe ont avili l'assassinat. »

- 27 juin : la contessina Guidoboni-Visconti, qui a Honoré de Balzac comme amant, l'envoie régler des affaires pour le compte de sa famille.

## Naissances
- 1er juin : Jules Chéret, peintre et lithographe français († 23 septembre 1932).
- 9 juin : Guillaume Vogels, peintre belge († 9 janvier 1896).
- 14 juin : Léon Simon, peintre et dessinateur français († 23 novembre 1910).

## Décès
- 10 juin : André-Marie Ampère (né en 1775), mathématicien et physicien français.
- 14 juin : Joséphine de Gallemant, artiste peintre française (° vers 1788).
- 20 juin : Emmanuel-Joseph Sieyès, homme politique et académicien français (fauteuil 31) (° 1748).
- 26 juin : Rouget de Lisle, le père de la Marseillaise.
- 28 juin : James Madison, Président des États-Unis (° 1751).